# Larvikit

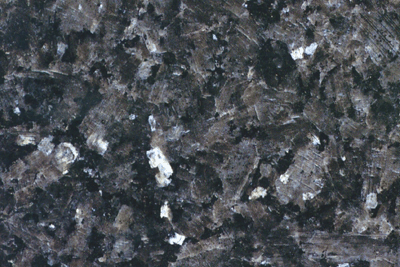
Tmavý larvikit

Larvikit (či občas laurvikit) je druh alkalické horniny, jedná se o hrubozrnný hypersolvní syenit či pyroxenový monazit. Je tvořen hlavně vysokoteplotním ternárním živcem s občasnou příměsí nefelínu či naopak křemene. Vyskytuje se v bohaté barevné škále a často se využívá jako dekorační kámen.
Těží se například v jihozápadním okolí Osla v Norsku, kde larvikity místy přecházejí až do nefelínových syenitů nazývaných „lardality“.